# تيد هاجارد
تيد هاجارد (بالإنجليزية: Ted Haggard)‏ زعيم الاتحاد القومي للطائفة الانجليكانية في الولايات المتحدة منذ عام 2003 م من مواليد 27/6/1956 متزوج وأب لخمسة أبناء، وهو في نفس الوقت رئيس كنيسة الحياة الجديدة ومن أكثر المسيحيين الانجليكانيين تأثيرا في الولايات المتحدة. كان يقدم الموعظة للرئيس جورج بوش الابن ومعاونيه كل يوم اثنين، وهو دوما يدعي ويصرح بانه معارض لزواج المثليين في الوقت الذي اعترف فيه مؤخرا أنه مثلي الجنس بعد أن إدعى رجل يسمى مايك جونز بممارسة الجنس معه مقابل اجر مالي حيث كان يمارس الجنس معه كل شهر تقريبا لمدة ثلاث سنوات.

## روابط خارجية
- تيد هاجارد على موقع IMDb (الإنجليزية)
- تيد هاجارد على موقع أول موفي (الإنجليزية)
- تيد هاجارد على موقع إن إن دي بي (الإنجليزية)
- تيد هاجارد على موقع قاعدة بيانات الفيلم (الإنجليزية)